# Erik Moberg
Erik Gustav Mikael Moberg (Motala, 5 luglio 1986) è un ex calciatore svedese, di ruolo difensore.

## Carriera
Nato a Motala, è cresciuto in città tra le file del BK Zeros, una società minore.
Nel 2007 ha preso parte al campionato di Division 2 (la quarta serie nazionale) con il Motala, poi è passato all'Åtvidaberg con cui ha esordito a 21 anni in Superettan. Durante questa parentesi, durata fino al 2013, Moberg ha collezionato 59 presenze nella massima serie e 66 nel campionato cadetto, con la squadra che nel frattempo aveva conseguito due promozioni in Allsvenskan (al termine delle stagioni 2009 e 2011) intervallate da una retrocessione.
Nel novembre 2013 ha firmato un contratto valido a partire dal successivo gennaio con l'Örebro, in Allsvenskan, dove già durante il primo anno è diventato vice capitano.
All'età di 30 anni ha iniziato la sua prima parentesi estera, in Danimarca, avendo firmato con il Viborg dal gennaio 2017 fino all'estate 2018.
Nel gennaio 2018 tuttavia è stato acquistato dallo Jönköpings Södra, squadra appena retrocessa in Superettan. La prima parte della sua prima stagione in maglia verde è stata condizionata da un infortunio alla caviglia, tanto che poi è riuscito a disputare solo 14 partite di quel campionato, mentre l'anno seguente si è rivelato ancora peggiore dato che Moberg si è gravemente infortunato al ginocchio durante la sua seconda presenza stagionale in campionato e ha dovuto così chiudere anzitempo l'annata.